# Diocesi di Berenice
La diocesi di Berenice (in latino: Dioecesis Berenicensis) è una sede soppressa del patriarcato di Alessandria e una sede titolare della Chiesa cattolica.

## Storia
Berenice, antica città greca nei pressi di Bengasi nell'odierna Libia, è un'antica sede episcopale della provincia romana della Libia Pentapolitana (Cirenaica), soggetta al patriarcato di Alessandria.
Michel Le Quien assegna a questa antica sede vescovile tre vescovi: secondo l'Historia ecclesiastica di Eusebio di Cesarea, Ammon di Berenice fu il destinatario verso il 260 di due lettere di Dionisio di Alessandria contro l'eretico Sabellius; Dachis, compromesso con l'arianesimo, prese parte al concilio di Nicea del 325; Probazio infine partecipò al sinodo di Costantinopoli del 394 riunito per giudicare il caso dei vescovi Agapio e Bagadio che si disputavano la sede metropolitana di Bosra.
Dal XIX secolo Berenice è annoverata tra le sedi vescovili titolari della Chiesa cattolica; la sede è vacante dal 27 ottobre 1968.

## Cronotassi

### Vescovi
- Ammon † (menzionato nel 260 circa)
  - Dachis † (menzionato nel 325) (vescovo ariano)
- Probazio † (menzionato nel 394)

### Vescovi titolari
- Thomas Francis Hickey † (18 febbraio 1905 - 18 gennaio 1909 succeduto vescovo di Rochester)
- Ovide Charlebois, O.M.I. † (8 agosto 1910 - 20 novembre 1933 deceduto)
- Alphonse Matthijsen, M.Afr. † (11 dicembre 1933 - 10 novembre 1959 nominato vescovo di Bunia)
- Joseph Marie Phạm Năng Tĩnh † (5 marzo 1960 - 24 novembre 1960 nominato vescovo di Bùi Chu)
- Antonius Hofmann † (20 settembre 1961 - 27 ottobre 1968 succeduto vescovo di Passavia)